# Bel-Ami-Wettbewerb
Der Bel Ami Kunstwettbewerb (Bel Ami International Art Competition) wurde 1945/46 für den US-amerikanischen Film Die Privataffären des Bel Ami (1947) von dessen Produzenten David L. Loew (1897–1973) und dem Regisseur Albert Lewin (1894–1968) ausgeschrieben. Der Film nach dem 1885 erschienenen Roman Bel-Ami von Guy de Maupassant (1850–1893)  beschreibt den beruflichen und gesellschaftlichen Aufstieg des ehemaligen Unteroffiziers Georges Duroy im Paris des ausgehenden 19. Jahrhunderts. Der Drehbuchautor und Regisseur Albert Lewin wollte ein Bild der Versuchung des heiligen Antonius integrieren, das in einer Schlüsselszene des Films in Großaufnahme erscheinen sollte. Vorausgegangen war sein Film aus dem Jahr 1945, Das Bildnis des Dorian Gray, in dem ebenfalls ein Gemälde (hier von Ivan Albright) eine wichtige Rolle spielte.

## Die Teilnehmer
Es wurden zwölf Künstler eingeladen, von denen elf ein Bild mit dem gewünschten Thema für ein Honorar von je 500 Dollar ablieferten:
- Ivan Albright (1897–1983)
- Eugene Berman (1899–1972)
- Leonora Carrington (1917–2011)
- Salvador Dalí (1904–1989)
- Paul Delvaux (1897–1994)
- Max Ernst (1891–1976)
- Osvaldo Louis Guglielmi (1906–1956)
- Horace Pippin (1888–1946)
- Abraham Rattner (1895–1978)
- Stanley Spencer (1891–1959)
- Dorothea Tanning (1910–2012)

Auch Leonor Fini (1908–1996) wurde aufgefordert, nahm aber am Wettbewerb nicht teil.

## Die Jury und ihre Entscheidung
Die Jury, bestehend aus dem Künstler Marcel Duchamp (1887–1968), dem Kunsthistoriker Alfred H. Barr (1902–1981) und dem New Yorker Galeristen Sidney Janis (1896–1989), wählte das Werk von Max Ernst aus, der als Sieger des Wettbewerbs weitere 2500 Dollar bekam. Er griff in seinem Werk auf Vorbilder wie Matthias Grünewald zurück, während sich Salvador Dalí eher an Hieronymus Bosch hielt: Antonius wird von Monstern angegriffen, die Erscheinungen seiner kranken Seele sind. Max Ernst erklärte hierzu: „Shrieking for help and light across the stagnant water of his dark sick soul, Saint Anthony receives as an answer the echo of his fear, the laughter of the monsters created by his visions.“
Sowohl der Film als auch das Bild Max Ernsts kamen bei der Kritik nicht gut an. Ein Kritiker der New York Times verglich das Gemälde des Heiligen Antonius von Max Ernst mit einem „halbgar gekochten Hummer“ und wandte sich angewidert ab. Die elf Gemälde wurden bis Ende 1947 auf Ausstellungen in den USA, England und Frankreich gezeigt.
Max Ernsts Antoniusversuchung gehört heute zur Sammlung des Lehmbruck-Museums in Duisburg. Auch andere Bilder des Wettbewerbs hängen in großen Kunstsammlungen und sind mittlerweile weltberühmt, wie beispielsweise Dalís La Tentation de Saint Antoine (1946) mit spinnenbeinigen Pferden und Elefanten, die der Heilige mit einem Kreuz zu bannen versucht. Es ist im Bestand des Museums für Moderne Kunst in Brüssel.